# Високий Верх
Висо́кий Верх — гора в Українських Карпатах, у масиві Сколівські Бескиди. Розташована в межах Стрийського району Львівської області, між селами Волосянка і Верхня Рожанка.
Висота гори 1242 м над р. м. Східний та північно-східний схил дуже крутий, північно-західний — пологий, поступово знижується в долину річки Славки.
Вершина і привершинні схили не заліснені, тому з вершини відкриваються краєвиди на довколишні гори Сколівських Бескидів; на півдні видніються вершини Верховинського Вододільного хребта. На північний захід від вершини розташована пам'ятка природи «Писана криниця».